# Джеймс Ліндсей (конспіролог)
Джеймс А. Ліндсей, справжнє ім'я Джеймс Стефен Ліндсей (англ. James A. Lindsay, James Stephen Lindsay) — американський письменник, блогер та конспіролог. Має ступінь доктора філософії з математики. Учасник написання серії статей-містифікацій у галузі гендерних та расових досліджень, поданих у наукові журнали. Автор кількох книжок.
Відомий у США як борець з критичною расовою теорією.